# Saropogon tassilaensis
Saropogon tassilaensis là một loài ruồi trong họ Asilidae. Saropogon tassilaensis được Séguy miêu tả năm 1953. Loài này phân bố ở vùng Cổ Bắc giới.